# Бу Мердес (округ)
Бу Мердес (араб. معتمدية بومرداس) — округ в Тунісі. Входить до складу вілаєту Махдія. Центр округу — м. Бу Мердес. Станом на 2004 рік загальна чисельність населення становила 29559 осіб.